# 이시카와 켄
이시카와 켄(일본어: 石川賢, 1948년 6월 28일 ~ 2006년 11월 15일)은 일본의 만화가이다. 겟타로보 애니메이션 시리즈와 후속 만화 4편의 공동 창작자(나가이 고와 함께)로 유명하다. 나가이에 따르면, 그는 이시카와를 자신의 가장 큰 친구이자 동맹자로 여겼다.

## 죽음
이시카와는 골프를 치고 만찬에서 쓰러졌다. 급히 병원으로 후송됐으나 사망 선고를 받았다. 사망 원인은 급성 심부전이었다.

## 작품

### 만화
- 큐티 하니
- 울트라맨 타로
- 배틀 호크
- 마계전생
- 아랑전설 (비디오 게임)
- 사무라이 쇼다운
- 슈퍼로봇대전

### 애니메이션
- 드래곤 슬레이어: 영웅전설
- 겟타로보 아마겟돈